# Андреас Турессон
Андреас Турессон (швед. Andreas Thuresson; 18 листопада 1987, м. Крістіанстад, Швеція) — шведський хокеїст, лівий/правий нападник. Виступає за «Мальме Редгокс»  у Шведській хокейній лізі.  
Вихованець хокейної школи Тюрінге СоСС. Виступав за «Мілвокі Адміралс» (АХЛ), «Нашвілл Предаторс», «Брюнес» (Євле), «Сибір» (Новосибірськ), «Сєвєрсталь» (Череповець).
В чемпіонатах НХЛ — 25 матчів (1+2). В чемпіонатах Швеції — 184 матчів (49+41), у плей-оф — 18 матчів (2+5).
У складі національної збірної Швеції учасник чемпіонату світу 2015 (1 матч, 0+0); учасник EHT 2014 і 2015 (16 матчів, 0+3). У складі молодіжної збірної Швеції учасник чемпіонату світу 2007. 